# Mitologija Srednje Amerike

## Popis bogova Maya
Ac-yanto |
Acan |
Acantuns |
Acat |
Ah-bolom-tzacab |
Ah-bolon-dz'acab |
Ah-bolon-dzacab |
Ah-chicum-ek |
Ah-chicumek |
Ah-ciliz |
Ah-cuxtal |
Ah-hoya |
Ah-hulneb |
Ah-kin |
Ah-kinchil |
Ah-mucen-cab |
Ah-muzen-cab |
Ah-muzencab |
Ah-peku |
Ah-puch |
Ah-tzenul |
Ah-tzul |
Ah-uuk-yol-zip |
Ahau-kin |
Ahpuch |
Akbul |
Alaghom-naom |
Alaghom-naom-tzentel |
Bacabs |
Backlum-chaam |
Balams |
Balanque |
Becabs |
Belachina |
Ben-elaba |
Beydo |
Bolon-dzacab |
Bolon-tiku |
Bolon-tzacab |
Bolon-tzakab |
Bolontiku |
Bulkabil |
Buluc-chabtan |
Buluk-kab |
Cabracan |
Cabrakan |
Cacoch |
Cakulha |
Cama-zotz |
Camazotz |
CamÉ |
Caneques |
Cauac | 
Chaak |
Chac |
Chac-chel |
Chac-mol |
Chac-mool |
Chac-uayeb-xoc |
Chac-xib-chac |
Chacmool |
Chak |
Chaob |
Chibilkin |
Chiccan |
Chicchan |
Chuen |
Cit-bolon-tum |
Cizin |
Cocijo |
Colicha-cozee |
Copijcha |
Coqueelaa |
Coquenexo |
Coqui-bezelao |
Coqui-huani |
Coqui-xee |
Coyopa |
Cozaana |
Dubdo |
Ek-chuah |
Ek-chuuah |
Ek-zip |
Ekchuah |
Etz'nab |
Etznab |
Fat-god |
Frog-god |
Gucumatz |
Gucup-cakix |
Hacha-kyum |
Hachakyum |
Harakan |
Hero-twins |
Huechaana |
Huichaana |
Hun-ahau |
Hun-ahaw |
Hun-aphu |
Hun-batz |
Hun-came |
Hun-choen |
Hun-chowen |
Hun-hunahpu |
Hun-hunaphu |
Hun-nal |
Hun-nal-ye |
Hun-nal-yeh |
Hun-nik |
Hun-pic-tok |
Hunab-ku |
Hunahau |
Hunahpu |
Hunbatz |
Hunchoen |
Hunchouen |
Hunhau |
Huracan |
Hurrican |
Itzamna |
Ix |
Ix-balangue |
Ix-balanque |
Ix-chebel-yax |
Ix-chel |
Ix-chup |
Ix-tub-tun |
Ixbalanque |
Ixchel |
Ixpiyacoc |
Ixtab |
Jester-gods |
Kacoch |
Kam |
Kan |
Kauil |
Kawil |
Ked |
Kedo |
Kimil |
Kinich-ahau |
Kinich-ajaw-pakal |
Kinich-kakmo |
Kisin |
Kucumatz |
Kuh |
Kukulcan |
Kulkuylkan |
Lahun-pel |
Mbaz |
Mdi |
Mitlan |
Mitnal |
Moan |
Monkey-twins |
Mse |
Muan |
Mulac |
Nahual |
Nal |
Ndan |
Ndo'yet |
Ndoyet |
Ndozin |
Nik |
Nohock-ek |
Old-black-god |
Old-jaguar-paddler |
Old-stingray-paddler |
Olmec-gods |
One-hunahpu |
Oxlahuntiku |
Paddler-gods |
Palenque-triad |
Pauahtun |
Pavahtun |
Pichana-gobeche |
Pichanto |
Quiabelagayo |
Sak-nik |
Sotz |
Tepeu |
Tohil |
Uayeb |
Voltan |
Votan |
Vucub |
Vucub-caquix |
Vucub-hunahpu |
Xaman-ek |
Xamen-ek |
Xbalanque |
Xbaquiyalo |
Xibalba |
Xmucane |
Xpiyacoc |
Xquic |
Yaluk |
Yax-balam |
Yum-Kaax |
Yum-kax |
Zipacna |
Zotz.

## Popis bogova Asteka
Acolmiztli |
Acolnahuacatl |
Acuecucyoticihuati |
Ahuiateteo |
Ahuizotl |
Amaranth |
Ancient-drum |
Atlatonan |
Atlatonin |
Ayauhteotl |
Azcatl |
Batman |
Centeocihuatl |
Centeotl |
Centzon-totochtin |
Centzonuitznaua |
Chalchihuitlicue |
Chalchiuhcihuatl |
Chalchiuhtecolotl |
Chalchiuhtlicue |
Chalchiuhtotolin |
Chalmecatecuchtli |
Chantico |
Chicomeccatl |
Chicomecoatl |
Chicomexochtli |
Chiconahuiehecatl |
Chihucoatl |
Chimalman |
Cihuacoatl |
Cihuateto |
Cinteotl |
Cipactli |
Cipactonal |
Citlatonac |
Civatateo |
Coatlicue |
Coccochimetl |
Cochimetl |
Cocijo |
Coyolxanuhqui |
Coyolxauhqui |
Cuaxolotl |
Eagle-man |
Ehecatl |
Huehuecoyotl |
Huehueteotl |
Huitzilopochtli |
Huixtocihuatl |
Ilamatecuhtli |
Itzli |
Itzpapalotl |
Itztlacoliuhqui |
Ixtlilton |
Macuil-cozcacuahtli |
Macuil-cuetzpalin |
Macuil-malinalli |
Macuil-tochtli |
Macuil-tonaleque |
Macuil-xochitl |
Macuilcozcacuahtli |
Macuilcuetzpalin |
Macuilcuetzpalli |
Macuilmalinalli |
Macuiltochtli | 
Macuiltonaleque |
Macuilxochitl |
MacuilxÒchitl |
Malinalxochi |
Malinalxochitl |
Maquiltonaleque |
Matlalcueitl |
Mayahual |
Mayahuel |
Mayouel |
Metzli |
Metztli |
Mexitl |
Mextli |
Mictecacihuatl |
Mictlan |
Mictlancihuatl |
Mictlantecuhtli |
Mictlantecuhtzi |
Mixcoatl |
Moctezuma |
Montezuma |
Motecuhzoma |
Nahuaque |
Nana |
Nanahuatzin |
Nanauatzin |
Nanautzin |
Nuhualpilli |
Old-old-coyote |
Omacatl |
Omecihuatl |
Omeciuatl |
Ometecuhtli |
Ometecutli |
Ometeoltloque |
Ometotchtli |
Opochtli |
Oxomoco |
Patecatl |
Piquete-zina |
Piquete-zina |
Popocatepetl |
Pulque |
Quaxolotl |
Quetzacoatl |
Quetzalcoatl |
Spider-woman |
Tamoanchan |
Tecciztecatl |
Tecuciztecal |
Tecuciztecatl |
Telcalipoca |
Temazcaltechi |
Temazcalteci |
Teotihuacan |
Teoyaomiqui |
Teoyaomqui |
Tepeyollotl |
Tepeyollotli |
Tepoztecatl |
Tezcalipoca |
Tezcatlipoca |
Tezcatzontecatl |
Titlacauan |
Tlaelquani |
Tlahuixcalpantec |
Tlahuixcalpantecuhtli |
Tlahuizcalpantecuhtli |
Tlahuizcalpantecutli |
Tlaloc |
Tlaltecuhtli |
Tlaoque-nahuaque |
Tlazolteotl |
Tlazolteotli |
Tlazoltéotl |
Tloque |
Tloquenahuaque |
Tomoanchan |
Tonacatecuhtli |
Tonatiuh |
Tzitzimime |
Tzitzmitl |
Ueuecoyotl |
Ueueteotl |
Uitzilopochtli |
Uixtochihuatl |
Xilonen |
Xipe |
Xipe-totec |
Xiuhcoatl |
Xiuhtecuhtli |
Xiutecuhtli |
Xmulzencab |
Xochipili |
Xochipilli |
Xochiquetzal |
Xolotl |
Yacatecuhtli |
Yiacatecuhtli |